# Tomás Lavanini
Tomás E. Lavanini (Buenos Aires, 22 gennaio 1993) è un rugbista a 15 argentino, seconda linea del Clermont dal 2021.

## Biografia
Prodotto delle giovanili dell'Hindú di Buenos Aires, Lavanini fu notato dopo il mondiale giovanile 2012 dallo staff tecnico dei neozelandesi Chiefs che lo volle in squadra come rimpiazzo per la durata di un mese; nonostante il gradimento della franchise di Hamilton, tuttavia non fu ingaggiato per via della sua scarsa conoscenza dell'inglese che avrebbe reso difficili le comunicazioni in campo.
Nello stesso anno debuttò in Nazionale argentina a Montevideo contro l'Uruguay, e l'anno successivo si aggiudicò con l'Hindú il campionato dell'Unión de Rugby de Buenos Aires; per la stagione 2014-15 fu nel campionato francese presso il Racing 92 di Parigi ma alla fine della sua prima stagione chiese la rescissione anticipata del contratto triennale per via dell'imposizione della propria Federazione dell'obbligo di militare in squadre argentine pena la perdita del diritto a essere chiamati in Nazionale.
Rientrato in patria fu quindi messo sotto contratto federale per la neoistituita franchise degli Jaguares destinata a prendere parte al Super Rugby SANZAR dal 2016.
Fu anche convocato alla Coppa del Mondo di rugby 2015 dove l'Argentina giunse quarta assoluta.

## Palmarès
- Campionati URBA: 1
Hindú: 2014